# George Bridgetower

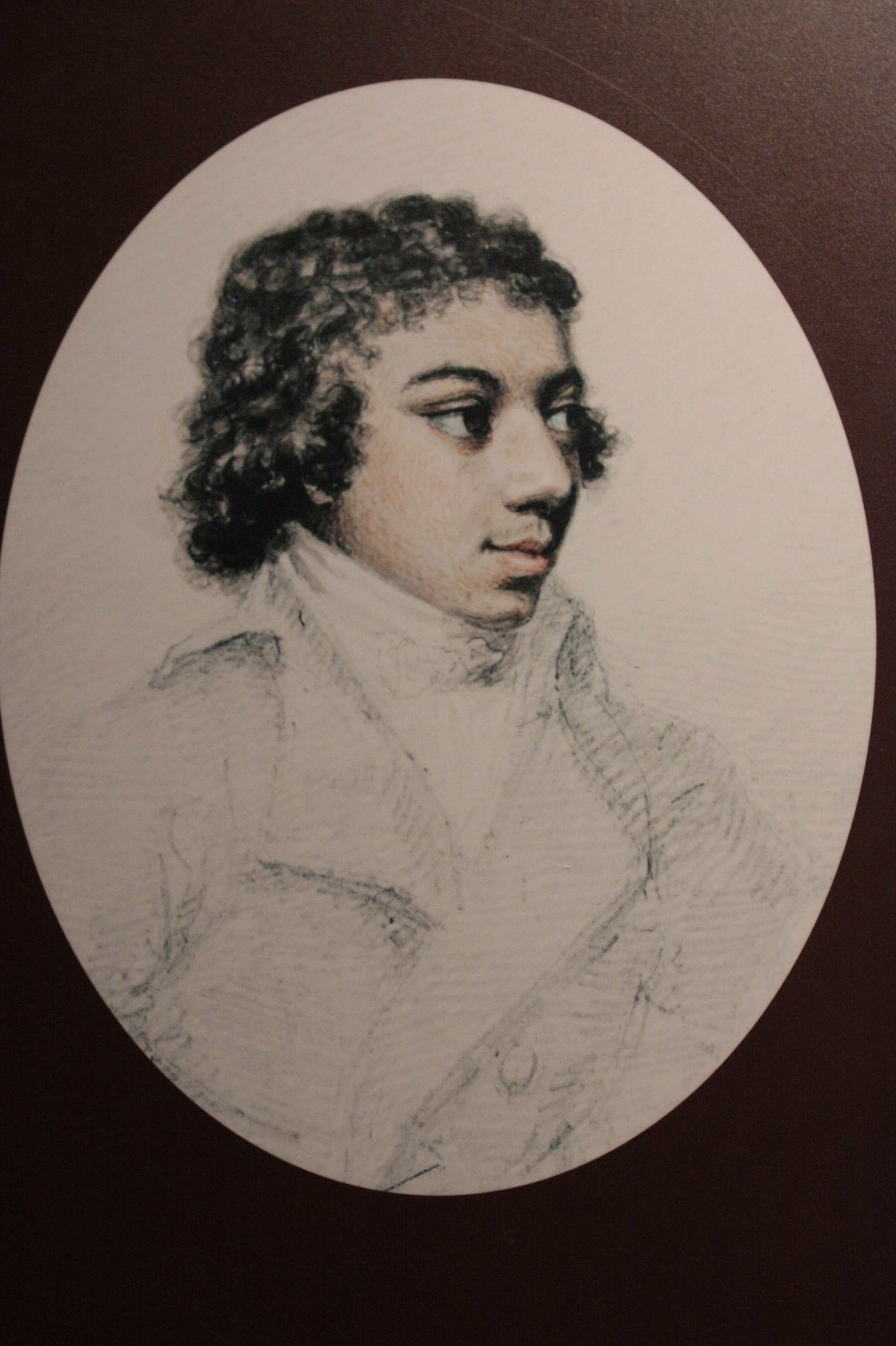
George Bridgetower de Henry Edridge, 1790

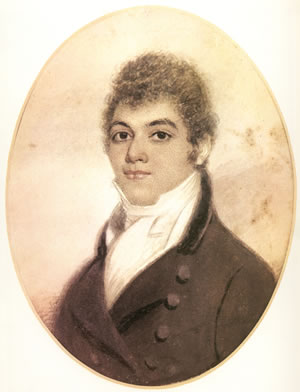
George Bridgetower, aquarela sem assinatura, 1800.

George Augustus Polgreen Bridgetower (Biała Podlaska, 11 de outubro de 1778 – Peckham, 29 de fevereiro de 1860), nascido Hieronimo Hyppolito de Augusto, foi um músico afro-europeu, violinista virtuoso.  

## Início de carreira
George Bridgetower nasceu em Biala Podlaska, Polônia, filho de John Frederick Bridgetower, provavelmente, um índio ocidental (possivelmente de Barbados), embora também afirmasse ser um príncipe africano, conforme consta no registro de batismo de George. Em 1788 Frederick trabalhava para o príncipe Hieronim Wincenty Radziwiłł, e a partir de 1779, Frederick foi um servo do Príncipe Húngaro Esterházy (patrono de Joseph Haydn). A mãe de George era alemã e provavelmente era empregada doméstica da casa de Sophie von Thurn und Taxis, que se casou com o príncipe Hieronim Wincenty Radziwiłł em 1775. George mudou-se para Londres ainda jovem e aos dez anos estava se apresentando no Drury Lane Theatre.
Ele exibiu considerável talento em sua infância, dando concertos de violino de sucesso em Paris, Londres, Bath e Bristol em 1789. Em 1791, o Príncipe Regente britânico (mais tarde George IV) se interessou por ele e supervisionou sua educação musical contínua. Sob a direção do Príncipe, ele estudou com François-Hippolyte Barthélémon (líder da Royal Opera), com o compositor italiano-croata Giovanni Giornovichi (Ivan Jarnovic) e com Thomas Attwood (organista na Catedral de St Paul e professor na Royal Academy of Music) Bridgetower se apresentou em cerca de 50 concertos em teatros de Londres, incluindo Covent Garden, Drury Lane e o Haymarket Theatre, entre 1789 e 1799, e foi contratado pelo Príncipe para se apresentar em sua orquestra em Brighton e Londres. Na primavera de 1789, Bridgetower se apresentou com grande aclamação no Abbaye de Panthemont em Paris, com a presença de Thomas Jefferson e sua família. 

## Encontro com Beethoven
Ele recebeu permissão para visitar sua mãe e seu irmão (um violoncelista) em Dresden em 1802, dando concertos lá. Ele visitou Viena em 1803, onde se apresentou com Ludwig van Beethoven. Beethoven ficou impressionado e dedicou sua grande Sonata para violino nº 9 em Lá maior (Op.47) a Bridgetower, com a dedicação de bom coração, Sonata per un mulattico lunatico. Mal terminada, a peça recebeu sua primeira apresentação pública em um concerto no Augarten em 24 de maio de 1803, com Beethoven no pianoforte e Bridgetower no violino. Bridgetower teve que ler a parte do violino do segundo movimento da cópia de Beethoven, por cima do ombro. Ele fez uma ligeira alteração em sua parte, que Beethoven aceitou com gratidão, pulando para dizer "Noch einmal, mein lieber Bursch!" ("Mais uma vez, meu caro amigo!") Beethoven também presenteou Bridgetower com seu diapasão, agora mantido pela Biblioteca Britânica. A dupla se desentendeu logo depois, Bridgetower tendo insultado uma mulher que era amiga de Beethoven; Beethoven rompeu relações com Bridgetower e mudou a dedicação da nova sonata para violino ao virtuoso violinista Rudolphe Kreutzer, que nunca a tocou, dizendo que já havia sido tocada uma vez e era muito difícil — a peça agora é conhecida como Kreutzer Sonata. A poetisa Rita Dove, ganhadora do Prêmio Pulitzer, dramatizou a relação entre Beethoven e Bridgetower na narrativa lírica de duração de um livro Sonata Mulattica. 

## Voltar para a Inglaterra
Bridgetower retornou à Inglaterra, onde se casou com Mary Leech Leeke em 1816 e continuou sua carreira musical, ensinando e atuando. Ele foi eleito para a Royal Society of Musicians em 4 de outubro de 1807, e frequentou o Trinity Hall, Cambridge, onde obteve o grau de Bacharel em Música em junho de 1811. Ele se apresentou com a orquestra da Royal Philharmonic Society. Mais tarde, ele viajou para o exterior, principalmente para a Itália, onde sua filha morava. Ele morreu em Peckham, no sul de Londres, deixando sua propriedade de £ 1.000 para a irmã de sua falecida esposa. A casa foi demolida em 1970. Ele está enterrado no Cemitério Kensal Green. 

## Composições
As próprias composições de Bridgetower incluem Diatonica armonica para piano, publicada em Londres em 1812 e Henry: A ballad, para voz média e piano, também publicada em Londres. Uma lista de suas composições pode ser encontrada em Black Music Research Journal, Vol. 10, No. 2, outono de 1990, em um artigo de Dominique-Rene de Lerma. 

## Legado cultural
Bridgetower aparece como personagem no filme Immortal Beloved, de 1994, e é mostrada tocando a Sonata Kreutzer enquanto Beethoven assiste. O personagem Bridgetower foi interpretado pelo violinista Everton Nelson, e no filme descrito como sendo de herança africana. 
O filme britânico A Mulatto Song, dirigido por Topher Campbell, foi lançado em 1996. O elenco incluiu Colin McFarlane como Frederick DeAugust (pai de Bridgetower), Cole Mejias como a jovem Bridgetower e Everton Nelson como a Bridgetower adulto.
Um livro, Sonata Mulattica de Rita Dove, vencedor do Prêmio Pulitzer, ex-poeta laureada dos Estados Unidos, foi publicado em 2009.
Uma curta animação, Bridgetower, dirigida por Jason Young, apresenta Chris Rochester como George Bridgetower e Stefano Leonardi como Beethoven.
Uma ópera de jazz intitulada Bridgetower - A Fable of 1807, por Julian Joseph e Mike Phillips, foi encomendada pela City of London Corporation para o Festival da Cidade de Londres de 2007, para comemorar o 200º aniversário do primeiro projeto parlamentar para abolir a escravidão. O papel de Bridgetower foi interpretado por Cleveland Watkiss.